# The Three Stooges (filme)
The Three Stooges (Brasil: Os Três Patetas / Portugal: Os Três Estarolas) é um filme estadunidense de 2012 do gênero comédia baseado na série de filmes de curta-metragem do trio de comédia homônimo. Foi produzido e dirigido pelos Irmãos Farelly (Peter Farrelly e Bobby Farrelly), com roteiro dos mesmos com colaboração de Mike Cerrone.
Estrelado por Sean Hayes, Will Sasso e Chris Diamantopoulos, o filme recria os personagens clássicos interpretados por Moe Howard, Larry Fine e Curly Howard. A história do filme coloca o trio em um ambiente moderno, com uma narrativa fictícia da vida dos Patetas, desde quando foram abandonados ainda bebês em um orfanato, até quando já estão adultos e tentam evitar que a instituição seja fechada.
Para promoverem o filme, Diamantopoulos, Hayes e Sasso apareceram interpretando os personagens no WWE Raw de 9 de abril de 2012. Eles se encontraram com  Santino Marella e foram ao ringue, com Sasso, vestido de Hulk Hogan, sendo derrubado por Kane. The Three Stooges foi lançado em 13 de abril de 2012 nos cinemas dos Estados Unidos, sendo distribuído pela 20th Century Fox. Foi recebido com críticas mistas e se tornou um modesto sucesso comercial, arrecadando um pouco mais de US$ 54 milhões contra um orçamento estimado em US$ 30 milhões.

## Sinopse
O filme é estruturado em três "atos" (referidos como episódios, numa referência ao formato usado na série de TV clássica da Columbia Pictures que assim exibiu os antigos curta-metragens para o cinema realizados pelo atores originais).

### Episódio 1: More Orphan Than Not
Em 1977, três bebês são abandonados na porta do Orfanato Irmãs de Misericórdia e são encontrados pela mal-humorada Irmã Mary-Mengele. Os órfãos cantam para ela "Everybody is Special", mas são interrompidos pela religiosa que os coloca para dentro do prédio. No começo as freiras querem todas cuidar dos bebês recém-chegados, mas logo ficam esgotadas com as constantes travessuras e destruição deles. 10 anos depois, as freiras tentam fazer que um casal, os Harters, adotem um dos três e Moe acaba sendo escolhido. Mas ele desiste para ficar com os dois amigos e no seu lugar o pequeno Teddy é adotado. Mais 25 anos se passam e os três atrapalhados continuam no orfanato, fazendo serviços caseiros para as freiras. Após receberem a visita do Monsenhor Ratliffe, as freiras ficam sabendo que precisarão arrumar 830 mil dólares em 30 dias, senão o orfanato irá fechar. O trio se oferece para conseguir o dinheiro e deixam o lugar, cantando "This Little Light of Mine".

### Episódio 2: The Bananas Split
Enquanto os Três Patetas tentam sem sucesso ganhar o dinheiro que precisam, um casal de vigaristas, Lydia e Mac, planeja assassinar o futuro marido dela e herdar uma fortuna. Eles enganam o trio para cometerem o crime mas os Patetas tomam Mac como o marido. O casal não tem outra alternativa senão fazer com que os atrapalhados desistam de praticar o assassinato. Pouco depois, o trio se reencontra com Teddy sem saber que ele na verdade era o futuro marido que os trapaceiros queriam matar. O trio acaba brigando e Moe entra sozinho para um programa de TV, se tornando uma celebridade com o apelido de "Dyna-Moe".

### Episódio 3: No Moe Mister Nice Guy
Larry e Curly vão atrás do pai de Teddy para pedirem o dinheiro e ao verem uma foto da família, descobrem o plano de Lydia e Mac. Eles procuram Moe e os três vão à festa de casamento de Teddy para tentar salvá-lo.
Na cena final, os três acabam montados em cavalos selvagens (recriação de cena famosa do trio original, vista em seus curta-metragens A Pain in the Pullman e A Ducking They Did Go).

### Pós-Episódios
Dois jovens atores (Antonio Sabato, Jr. e Justin Lopez) interpretam os Irmãos Farrelly, explicando que as cenas violentas foram feitas por profissionais, e as ferramentas usadas para os golpes mútuos dos personagens eram falsas, acompanhadas de efeitos sonoros. Também mostram que os "dedos nos olhos" na verdade são nas testas e alertam as crianças para não repetirem esses gestos em casa.
Durante os letreiros finais, os Patetas e a Irmã Rosemary cantam "It's a Shame", gravação feita originalmente em 1970 pelo grupo de R&B chamado The Spinners, sendo também exibidas algumas cenas cortadas ou das filmagens.

## Elenco
- Chris Diamantopoulos como Moe
- Sean Hayes como Larry
- Will Sasso como Curly
- Kirby Heyborne como  Theodore J. "Teddy" Harter
- Jane Lynch como Madre Superiora
- Sofía Vergara como Lydia Harter
- Jennifer Hudson como Irmã Rosemary
- Stephen Collins como Sr. Harter
- Craig Bierko como Mack Mioski
- Larry David como Irmã Mary-Mengele
- Kate Upton como Irmã Bernice
- Marianne Leone como Irmã Ricarda
- Emy Coligado como Ling
- Avalon Robbins como Murph
- Max Charles como Peezer
- Reid Meadows como Weezer
- Brian Doyle-Murray como Monsenhor
- Isaiah Mustafa como Ralph
- Nicole "Snooki" Polizzi como ela mesma
- Mike "The Situation" Sorrentino como ele mesmo
- Jennifer "JWoww" Farley como ela mesma
- Ronnie Ortiz-Magro como ele mesmo
- Samantha "Sweetheart" Giancola como ela mesma
- Dwight Howard como ele mesmo

## Produção

### Desenvolvimento e escrita do roteiro

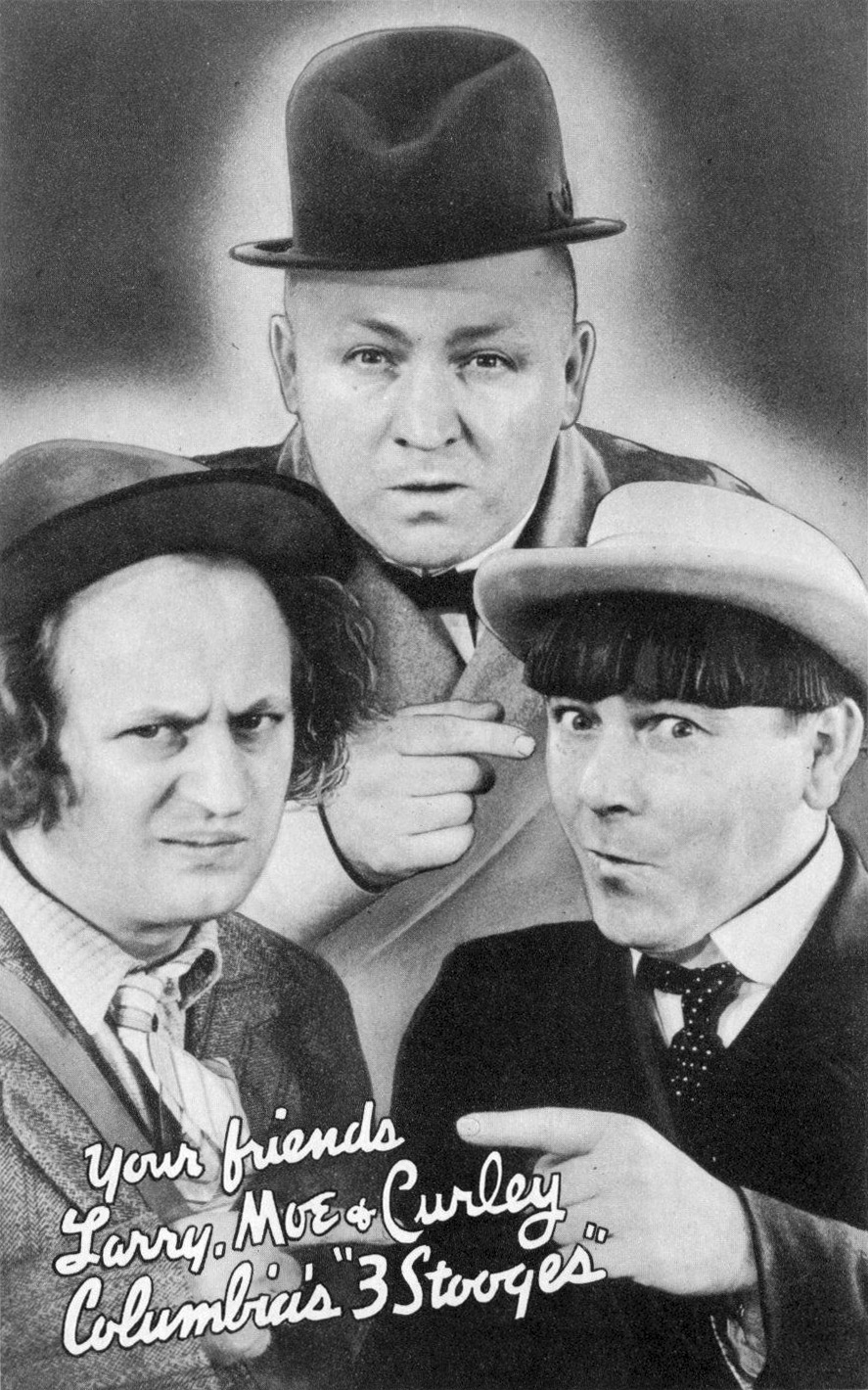
Os Three Stooges originais em 1937

Um filme sobre The Three Stooges ambientado nos dias modernos estava em desenvolvimento durante o 60º aniversário do programa de televisão dos Patetas; o criador da série Mad About You, Danny Jacobson, escreveu e desenvolveu uma versão em 1997 que tinha Phil Hartman planejado para interpretar Moe. Bradley Thomas, do estúdio Conundrum Entertainment, juntou-se à produção de The Three Stooges quando o projeto ainda estava na Columbia Pictures (que foi a distribuidora da série clássica da televisão). Em março de 2001, a Warner Bros. comprou os direitos do filme, com os irmãos Peter e Bobby Farrelly se envolvendo no processo. Eles, juntamente com o co-escritor Mike Cerrone, completaram o roteiro em meados de 2002 e começaram a planeja-lo. Em 2004, sem nenhum ator vinculado ao projeto, seus direitos cinematográficos expiraram e foram adquiridos pela First Look Studios e C3 Entertainment. Em novembro de 2008, a Metro-Goldwyn-Mayer adquiriu os roteiros dos Farrellys da Warner Bros. e os direitos cinematográficos da C3 Entertainment, aprovando um orçamento de US$ 40 milhões para a realização do filme com data de lançamento prevista para 20 de novembro de 2009. Em março de 2009, após atrasos na escalação dos atores, a data de lançamento foi adiada para 2010, mas os cineastas ainda não tinham em mente um elenco definido. Com o pedido de falência da MGM em novembro de 2010, o projeto foi assumido pela 20th Century Fox no mês seguinte na esperança de lançar o filme já em 2011; durante o processo, os irmãos Farrelly retornaram para o projeto.
Os Farrellys disseram que não iriam fazer um filme biográfico ou remake, mas sim novos episódios dos Três Patetas ambientados nos dias atuais. O filme foi dividido em três segmentos, cada um com uma história independente e contendo cerca de 27 minutos de duração. Os Farrellys pretendiam receber uma "censura PG" da MPAA, ao mesmo tempo que incorporava a "comédia física" ao filme (assim como era na série original da Columbia). Na Grã-Bretanha, várias cenas foram cortadas antes que o filme alcançasse a classificação equivalente. Os Farrellys também disseram que o filme teria "tapas ininterruptos, mais no tom de Dumb & Dumber do que já fizemos. Nosso objetivo são 85 minutos de risadas em um filme que respeitará muito quem os Patetas eram. É de longe o projeto mais arriscado que já fizemos, sem dúvida, mas também é o que está mais próximo de nossos corações".

### Seleção de elenco
Em março de 2009, Benicio del Toro e Hank Azaria foram considerados para interpretar o papel principal de Moe Howard. No final das contas, o papel de Moe foi para Chris Diamantopoulos. Diamantopoulos revelou que apareceu para a audição fantasiado, apenas para ver uma placa na frente pedindo para "não aparecer no personagem". Ao longo de seis meses, ele foi chamado de volta quatorze vezes. Depois, ele recebeu um telefonema dos Farrelly perguntando se ele iria fazer o filme com eles. Confuso, ele ligou para seu agente, que revelou que havia conseguido o papel, mas que o agente (que, como Diamantopoulos havia afirmado anteriormente, era contra o papel) estava esperando para lhe contar. Irritado, ele demitiu seu agente na hora e aceitou o papel.
Sean Penn já estava escalado para interpretar Larry Fine, mas desistiu para se concentrar em seus esforços de caridade após o Sismo do Haiti de 2010. Sean Hayes foi escolhido como o substituto de Penn. Jim Carrey foi escalado para interpretar Curly Howard e chegou a ganhar quarenta quilos para representar o papel, mas acabou desistindo por não querer colocar sua saúde em risco. O papel então foi entregue para Will Sasso, que prontamente aceitou. Sasso foi escalado como Curly apesar de ser consideravelmente mais alto que os outros Patetas (o Curly da série original tinha aproximadamente a mesma altura de Moe e Larry).
Em dezembro de 2010, Richard Jenkins estava em negociações para interpretar a Madre Superiora no filme. Em fevereiro de 2011, a cantora Cher foi considerada, mas Jane Lynch garantiu o papel. Larry David interpreta outra freira no filme chamada Irmã Mary-Mengele, uma personagem que leva o nome do infame médico nazista. Sofía Vergara foi escalada como Lydia, enquanto Stephen Collins foi escalado como Sr. Harter e Carly Craig como sua esposa, Sra Harter. O elenco do reality show Jersey Shore (Nicole Polizzi, Michael Sorrentino, Sammi Giancola, Jennifer Farley e Ronnie Ortiz-Magro) teve participações especiais no filme.

### Filmagens
Com um orçamento estimado em US$ 30 milhões, a fotografia principal do filme começou em 9 de maio de 2011, no centro de Atlanta, Geórgia, e foi concluída em 20 de julho de 2011. As cenas foram rodadas no distrito histórico de Fairlie-Poplar em torno do Five Points Sports Building, na esquina da Peachtree Street, Edgewood Avenue e Decatur Street na noite de 13 de maio e encerradas no dia seguinte. Outros locações incluíram o Parque Piedmont, o Hospital Emory Saint Joseph's, o Zoológico de Atlanta e a Colony Square. Em junho, a produção mudou para Cartersville e filmou cenas perto da Woodland High School. Depois que o elenco de Jersey Shore chegou em 18 de julho de 2011, algumas cenas foram realizadas no Teatro Atlanta Civic Center. Durante os últimos dois dias de filmagem, as cenas foram filmadas em uma casa em Ansley Park.

## Marketing
Com o intuito de promoverem o filme, Diamantopoulos, Hayes e Sasso apareceram como os Patetas no WWE Raw em 9 de abril de 2012. O trio atuou em diversas cenas, a primeira com Santino Marella, antes de posteriormente subirem ao ringue onde foram vaiados por uma multidão enfurecida antes de Sasso, vestido como Hulk Hogan, receber um chokeslam de Kane.

## Recepção

### Bilheteria
Em seu fim de semana de estreia nos Estados Unidos, The Three Stooges arrecadou US$ 17,1 milhões ficando em segundo lugar, atrás de The Hunger Games. O filme encerrou seu circuito nos cinemas arrecadando US$ 44.338.224 nas bilheterias americanas e US$ 10.481.077 em outros países, perfazendo um total mundial de US$ 54.819.301 contra um orçamento estimado de US$ 30 milhões, se tornando um modesto sucesso de bilheteria.

### Crítica
O Rotten Tomatoes dá ao filme uma taxa de aprovação de 51% com base em resenhas de 150 críticos, sob a classificação média de 5,4/10; o consenso crítico do site diz: "Embora nem de longe seja tão doloroso quanto poderia ter sido, The Three Stooges não consegue adicionar novas risadas ao inestimável legado cinematográfico dos Patetas". No Metacritic, o filme tem a pontuação 56/100, com base nas críticas de 26 críticos, indicando "críticas mistas ou médias". O público entrevistado pelo CinemaScore nos cinemas deu ao filme uma nota média "B-" em uma escala de "A+" a "F". Apesar das críticas mistas, Diamantopoulos, Hayes e Sasso foram elogiados por suas atuações como Moe, Larry e Curly.
Todd McCarthy do The Hollywood Reporter descreveu o filme como "[uma] ressuscitação engraçada e de bom coração dos amados idiotas de Hollywood", enquanto Manohla Dargis do The New York Times elogiou o filme como um "hino totalmente agradável a Moe, Larry e Curly e a arte de cutucar os olhos". O site de críticas Spill.com deu ao filme uma crítica bastante boa, insistindo que o filme é ótimo para as famílias, garantindo que os fãs mais radicais dos Patetas não ficarão desapontados; o Spill também elogiou os atores por interpretarem os Patetas, dizendo que a semelhança era estranha e talvez até digna de um Oscar. Roger Ebert deu ao filme duas e meia de quatro estrelas, afirmando que "Os irmãos Farrelly fizeram provavelmente o melhor filme dos Três Patetas que é possível fazer em 2012 e talvez desde que os próprios Patetas pararam de atuar". Alguns críticos, no entanto, reclamaram das referências forçadas à cultura pop, como as participações especiais dos membros do elenco do programa Jersey Shore, que provavelmente foram feitas para garantir que o filme tivesse apelo juvenil e não fosse simplesmente uma viagem nostálgica para o público mais velho.
Betsy Sherman, crítico da revista The Boston Phoenix, deu ao filme três de quatro estrelas, dizendo que era "engraçado e fiel", e acrescentou que o filme contém "tramas que poderiam ter enfeitado os curtas [dos Patetas] dos anos 1930 (arrecadar dinheiro para salvar um orfanato, ou conhecer uma esposa gananciosa), além de tornar possível imaginar como os Patetas seriam nos tempos atuais".
Peter Travers, da revista Rolling Stone, deu duas estrelas de quatro, comentando que "o filme é uma mistura. As piadas não florescem com a repetição. Os Patetas sempre foram melhores em doses curtas. E noventa minutos de piadas envolvendo golpes e marteladas pode parecer uma eternidade. Para os Farrellys, The Three Stooges é um trabalho de amor. Para os não-crentes, é apenas um trabalho"; Travers também elogiou o elenco, acrescentando que "Hayes, Sasso e Diamantopoulos deixam a si mesmos e aos próprios Patetas orgulhosos, se eles estivessem vivos hoje". James White, da Empire, deu ao filme duas de cinco estrelas, dizendo: "Os famigerados Patetas - Sean Penn, Jim Carrey, Benicio del Toro - tiveram a sorte de se esquivarem dessa comédia de pastelão barulhenta com uma trama sem risadas".
Bill Wine, da rádio KYW Newsradio 1060 da Filadélfia, comentou que "ninguém vai confundir The Three Stooges com um filme transcendente tão cedo, mas os Farrellys capturam e reproduzem o espírito anárquico e a essência desinibida dos Patetas, de maneira suave e poética, como os Patetas eu diria, e nos lembraria porque eles tiveram tanto controle sobre alguns de nós nas décadas passadas. Os três protagonistas são imitadores experientes, especialmente Hayes... Eles se encaixam em seus papéis adoravelmente..."

### Acusações de anticatolicismo
Bill Donohue, presidente da organização antidifamação da Liga Católica estadunidense, divulgou um comunicado condenando o filme alegando que o mesmo representava desrespeitosamente os católicos, especificamente as freiras. Donohue afirma que o filme é uma evidência da crescente hostilidade contra a religião e os católicos em Hollywood, comentando: "Na década de 1950, Hollywood geralmente evitava alimentos grosseiros e respeitava a religião. Hoje, é especializada em crueza e destrói o cristianismo, especialmente o catolicismo"; Donohue acrescentou que o filme “não é apenas mais um remake desse desrespeito: é um marcador cultural de importância sociológica e o que ele diz sobre a forma como mudamos não é encorajador”.

### Indicações a prêmios
The Three Stooges receberam uma indicação para Melhor Trailer de TV durante a cerimônia do Golden Trailer Awards de 2012. No Houston Film Critics Society Awards de 2012, o filme foi indicado para a categoria de Pior Filme do Ano, perdendo para That's My Boy.

## Mídia doméstica
O filme foi lançado nos formatos DVD e Blu-ray em 17 de julho de 2012. O filme conseguiu um lucro significativo com seu lançamento em home video nos Estados Unidos, acumulando mais de US$ 25 milhões.

## Trilha sonora
1. "It's A Shame" - The Spinners (com Sean Hayes, Will Sasso, Chris Diamantopoulos e Jennifer Hudson)
2. "Roadrunner" – The Modern Lovers
3. "A Candle's Fire – Beirut
4. "Walkie Talkie Man" – Steriogram
5. "Pulled Up" – David Byrne
6. "Tongue Tied" – Grouplove
7. "Can't Stop Thinking" – Buva
8. "Dance Like A Monkey" – The New York Dolls
9. "Get Crazy" – LMFAO
10. "Feel Like Going Home" – Charlie Rich
11. "Waste" – Foster The People
12. "Si Señor Bob " – Papo Vazquez
13. "Three Stooges" - Iggy Pop (com Sean Hayes, Will Sasso e Chris Diamantopoulos)
14. "Just Like Tom Thumb's Blues" – Bob Dylan

## Sequência
Em 7 de maio de 2015, uma sequência foi anunciada, com Hayes, Diamantopoulos e Sasso reprisando seus papéis. Cameron Fay foi contratado para escrever o roteiro. A produção estava programada para começar em 2018, mas os planos para a sequência foram abandonados. Foi então anunciado em dezembro de 2021 que o desenvolvimento da sequência havia sido reiniciado, sem mais nenhuma novidade até o momento.